# Lidia Ávila
Lidia Érika Ávila Beltrán (Puebla de Zaragoza, 13 de septiembre de 1979), comúnmente conocida como su nombre artístico Lidia Ávila, es una cantante y actriz mexicana. Sin embargo, pasó la mayor parte de su infancia en la ciudad de Chihuahua, Chihuahua. Es la menor de seis hermanos.

## Carrera musical

### 1991-presente: La Onda Vaselina y OV7
Comenzó sus estudios formales de música con gran interés en jazz y técnicas de canto, tiempo después estuvo en el grupo de música pop infantil La Onda Vaselina. Aunque La Onda Vaselina, bajo la tutela de la actriz y cantante mexicana Julissa, apareció el 30 de abril de 1989 durante una emisión del programa Siempre en domingo, Ávila participó hasta el segundo disco de la agrupación La Onda Vaselina 2 en sustitución de Bárbara Macías. En 2000, once años más tarde, el grupo se convertiría en OV7 tras problemas con la mánager y creadora de la agrupación; el conjunto colocó varios temas dentro de los primeros lugares de popularidad durante 14 años de carrera, entre ellos se encuentran las canciones «Qué triste es el primer adiós», «Calendario de amor», «Mírame a los ojos», entre otros.
En junio del 2003 el grupo dio el último adiós a su público en el Zócalo de la capital mexicana, con la asistencia de más de 110.000 personas, comenzando así la carrera por separado de sus integrantes. De esta separación, el director de cine Carlos Marcovich, realizó un documental que hasta hace algunos años atrás tan sólo se había difundido en algunas muestras nacionales de cine, bajo el nombre Cuatro Labios. El 7 de febrero de 2006 se estrena oficialmente con 20 copias para la Ciudad de México y algunas cuantas más en Guadalajara y Monterrey. Previo al estreno hubo un pequeño reencuentro de 13 minutos de los exintegrantes de OV7 para la sesión fotográfica de la película.
En junio del 2010 confirmaron su regreso a los escenarios tras siete años de haber anunciado su separación. Bajo el sello de Sony Music y Day 1 Entertainment.

### Carrera como solista

#### 2004-2006:Lidia ÁvilayAsí como me ves
A la par de su participación en televisión, decidió permanecer en el mundo de la música. Después de haber experimentado en el pop durante más de una década, lanza en el 2004 su álbum debut homónimo, en el cual interpreta música regional mexicana. En su primer disco lanzó los sencillos «Para qué» y «Si tu eres el amor». Este álbum contó con la participación a dueto del cantante de banda Julio Preciado, temas de la autoría de compositores como Reyli, Luis Carlos Monrroy y Amaury Gutiérrez, bajo la producción de Pancho Ruiz y Guillermo Gil. Ese año, recibe la nominación de los Premios Oye 2004 a la Revelación del Año en la Categoría Popular. 
En julio del 2005, termina su contrato con Sony Music México para iniciar la grabación de su segundo material en el mismo género musical, con el respaldo de Univision Music Group / Fonovisa. En noviembre de ese año, lanza su segundo disco bajo el nombre de Así Como me ves, el cual fue promocionado con los sencillos como «A tu medida», «Que te vaya bien» y «Cada vez». El disco fue llevado a cabo bajo la producción de Armando Ávila. Al año siguiente, recibe el premio a la Revelación Femenina en la Primera Entrega de los Premios Videorola a la música regional mexicana. En aquellas fechas, es nominada por este álbum a los Premios Oye 2006 en la categoría Mejor Solista Norteño. En octubre del mismo año, recibe el reconocimiento especial de los Premios Furia Musical 2006 como La Nueva Reina Grupera.

#### 2007-presente:Todo tiene color
En febrero del 2007, regresa a la música haciendo el lanzamiento del primer sencillo de su nuevo disco, Todo tiene color, en la telenovela de Televisa La fea más bella. En marzo del 2007 se lanza el disco, bajo la producción de Cruz Martínez, con 4 temas de la autoría de Lidia Ávila (incluyendo el primer sencillo promocional), 3 composiciones de la cantante Alicia Villarreal y 2 covers de la cantante Myriam Hernández. En mayo del mismo año, lanza el segundo sencillo de este disco, titulado «Ay amor» cover de la canción que hiciera famosa Myriam Hernández, a principios de la década de los 90. En julio, es invitada a participar en el concierto del 17 Aniversario de la Banda Pequeños Musical en la Plaza de Toros México, cantando a dueto con ellos la canción «Porque tú no te mereces» escrita por Rogelio García, integrante de la agrupación. Semanas después recibe dos nominaciones por este álbum. La primera, en Premios Furia Musical 2007 en la categoría Cantante Femenina del Año; y la segunda, para los Premios Oye 2007 en la categoría Solista o Grupo Grupero. El álbum Todo tiene color alcanzó la posición número 2 en el Top 20 en la Categoría Popular y la posición 50 en el Top 100 General de las Listas de Ventas de Amprofon en México, apareciendo en ellas por casi 20 semanas. En noviembre, para finalizar con la promoción del disco lanza el tercer sencillo «Ven, cariño ven» escrita por la cantante Alicia Villarreal.
En abril de 2008, lanza el sencillo «Palabra de mujer» en versión norteña y pop como preámbulo para su cuarto disco. El tema fue compuesto por Luis Carlos Monroy (integrante del grupo 'Tres de Copas'), originalmente para ser el tema principal de la telenovela del mismo nombre. En agosto de ese año, lanza el sencillo «Cómo vivir sin ti»  tomado del disco Así como me ves del 2005 y compuesto por la cantautora Amérika Jiménez. Este tema es lanzado durante la transición entre la desaparición de Univision Music Group y su incorporación a Universal Music Latin Entertainment. 

## Carrera actoral y otros proyectos
Dentro del terreno actoral, hizo su debut en la obra teatral Vaselina, siendo aun una niña y bajo la dirección de Julissa. Al desintegrarse el grupo OV7, Lidia vuelve a la actuación cuando obtiene su primera oportunidad para televisión junto a su excompañero Ari Borovoy y la actriz Ana Layevska, de esta forma se integra a la telenovela Clap...El lugar de tus sueños en 2003, interpretando el personaje de Montserrat.
En mayo del 2006, se convierte en la protagonista de Selena, el musical dando vida a la legendaria Reina del Tex-Mex junto a Efraín Medina y Daniela Guzmán. En julio de ese año, es elegida por la marca internacional de champú Pantene para realizar una campaña promocional para México que incluía algunos comerciales de televisión grabados en Uruguay para el producto Pantene Pro-V Control Caída y el sitio web oficial de la marca para Latinoamérica. Meses después, en la 24 entrega de Premios APT (Agrupación de Periodistas Teatrales), es galardonada como la mejor actriz revelación en musical por Selena, el musical.
En abril del 2007, forma parte del programa dominical estelar de Televisa, Los 5 Magníficos. Ese mismo año, obtiene el papel de Matilde en la telenovela Palabra de mujer del productor José Alberto Castro. En septiembre, vuelve al teatro sumándose a la lista de actrices, comunicólogas, terapeutas y especialistas que han participado en la obra Los monólogos de la vagina, historia escrita por Eve Ensler, en el papel de la mujer 3 durante 10 semanas.
En 2010, se reencuentra con sus compañeros de OV7 para grabar el disco primera fila, bajo el concepto de sony music. 
En 2010, hace una participación especial de 2 capítulos en la telenovela Cuando me enamoro, interpretando a Regina durante su etapa juvenil, papel que en la etapa adulta es interpretado por la actriz Julieta Rosen.
En 2011, lanza junto con OV7 el disco en vivo desde el palacio de los deportes.
En 2013 conduce La Voz... México 3 junto a Jacqueline Bracamontes.
En 2015 arranca junto a OV7 y Kabah una gira monumental.
En 2017 inicia junto a OV7 su participaciòn en el concepto 90´s pop tour, en el cual participa en 3 volùmenes.
En 2022 arranca junto a OV7 su gira de 30 años.

## Vida privada
Lidia estudió la carrera de Mercadotecnia junto a Ari Borovoy, en la Universidad Del Valle de México, Campus Lomas verdes.
El 18 de diciembre de 2004, se casó en la Hacienda Vista Hermosa en Tequesquitengo, Morelos, con Paulo Lauría, de origen argentino y que en 2005 se convirtiera en su mánager. El 24 de marzo de 2009, tienen a su primera hija, de nombre Sophía. A seis meses de nacida y tras un estado delicado de salud, la niña es internada en un nosocomio, falleciendo el 26 de septiembre. En 2010, la pareja confirma la ruptura de su matrimonio mediante un comunicado.
Contrajo matrimonio con el cirujano plástico Issac De Hita el 6 de julio de 2012. En 2014, nació el primer hijo de la pareja Erik De Hita Ávila, mientras que en 2015 nació su hija Lidia De Hita Ávila.

## Filmografía

### Telenovelas
| Telenovelas | Telenovelas                   | Telenovelas                           |
| Año         | Teleserie                     | Personaje                             |
| ----------- | ----------------------------- | ------------------------------------- |
| 2000        | Locura de amor                | Lidia                                 |
| 2003-2004   | Clap...El lugar de tus sueños | Montserrat Ortiz Zubiria              |
| 2007        | Palabra de mujer              | Matilde Solano                        |
| 2007        | La fea más bella              | Ella misma                            |
| 2010        | Cuando me enamoro             | Regina Soberón viuda de Gamba (joven) |

### Televisión
| Televisión | Televisión     |
| Año        | Programa       |
| ---------- | -------------- |
| 2007       | Incógnito      |
| 2013-2017  | Plan B con Ov7 |

### Cine
| Cine | Cine          |
| Año  | Película      |
| ---- | ------------- |
| 2006 | Cuatro Labios |

### Teatro
| Teatro | Teatro                     |
| Año    | Obra                       |
| ------ | -------------------------- |
| 1989   | Vaselina                   |
| 2006   | Selena, el musical         |
| 2007   | Los monólogos de la vagina |

## Discografía

### Como solista
Álbumes de estudio
- 2004: Lidia Ávila
- 2005: Así como me ves
- 2007: Todo tiene color